# Amaretto

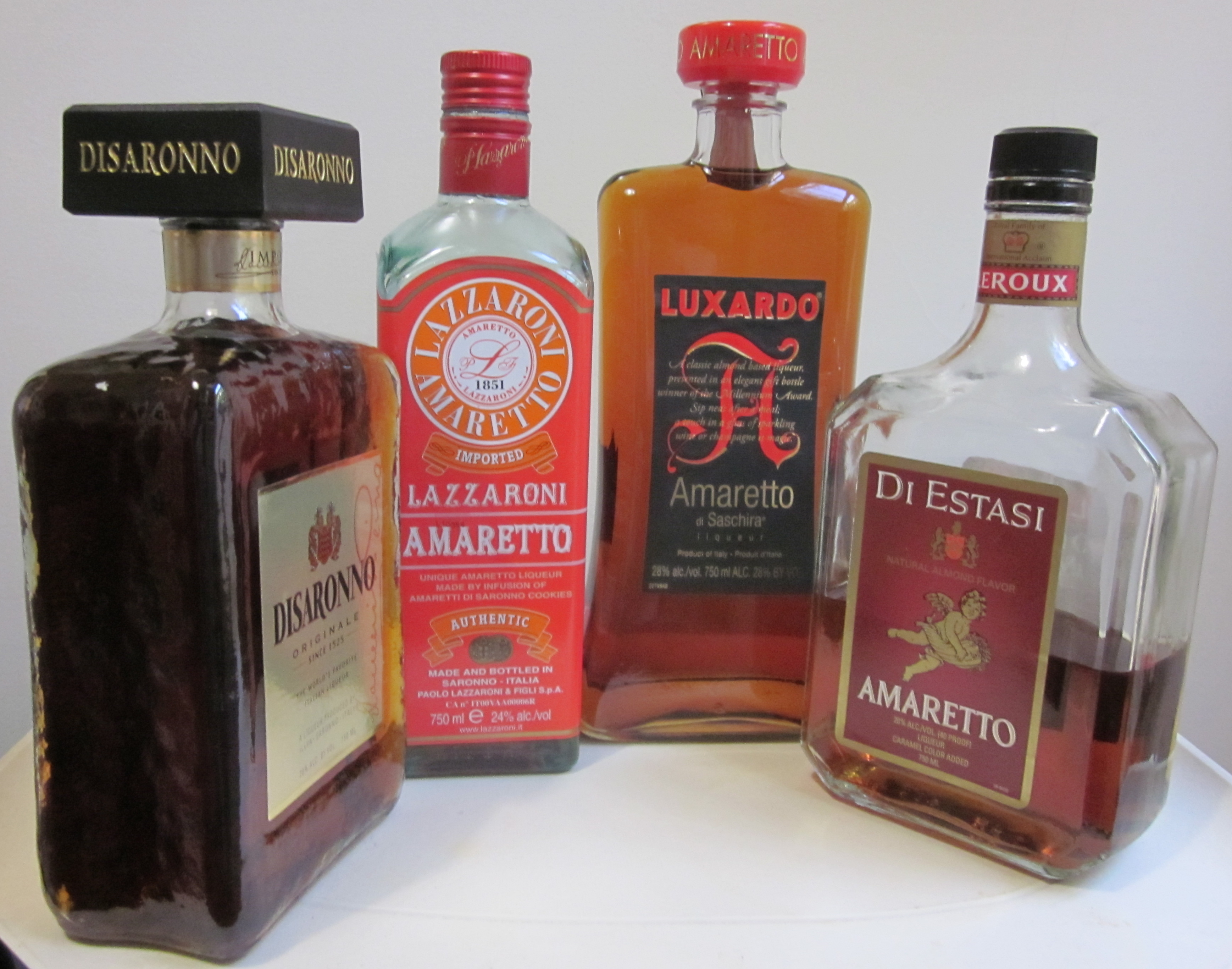
Liqueurs d’Amaretto.

L’amaretto (diminutif de l'italien « amaro », « amer ») est une boisson alcoolisée douce, avec une légère saveur d'amande amère, originaire d'Italie, précisément de la commune de Saronno en Lombardie. Selon la marque, elle peut être faite à partir de noyaux d'abricots, d'amandes amères, de noyaux de pêches ou d'amandes, qui contiennent tous du benzaldéhyde, source du goût d'amande de la liqueur. 

## Description
Titrant généralement à 28° d'alcool, c'est une liqueur aux amandes amères (noyaux d'abricots, de pêches, etc.).
L'amaretto est l'une des liqueurs pouvant servir à aromatiser le tiramisù, un dessert italien. Elle peut être consommée autant à l'apéritif (avec de la glace ou pour beaucoup de cocktails) qu'au digestif.

## Cocktails
Plusieurs cocktails contiennent de l'amaretto, en voici une liste non exhaustive :
- Alabama slammer – amaretto, Southern Comfort, sloe gin et jus d'orange
- Amaretto Piña Colada – amaretto, rhum clair, lait de coco et jus d'ananas
- Amaretto sour – amaretto, jus de citron, blanc d'oeuf, sucre ou sirop simple, tranches d'orange et cerises comme garniture
- French Connection – amaretto et cognac
- Godfather – amaretto et scotch
- Nutcracker Martini – amaretto, crème de cacao noire, vodka et crème irlandaise
- Snickerdoodle Cookie Martini – amaretto, liqueur de cannelle et vodka à la cannelle
- Toasted Almond – amaretto, liqueur de café et lait ou crème, parfois avec vodka